# Шмидт, Рудольф
Рудо́льф Шмидт (нем. Rudolf Schmidt; 12 мая 1886, Берлин — 7 апреля 1957, Крефельд) — немецкий военный деятель, генерал-полковник, кавалер Рыцарского креста с дубовыми листьями.

## Биография
- Начал карьеру в 1908 году с присвоением звания лейтенанта, направлен в 83-й пехотный полк.
- Участник Первой мировой войны. После войны служил в рейхсвере, с 1931 года — подполковник.
- В 1933 году, после прихода Гитлера к власти, произведён в полковники, с 1937 года — генерал-майор и командир 1-й танковой дивизии, с 1938 года — генерал-лейтенант, участвовал в оккупации Судетской области Чехословакии.
- В 1939 году командовал 1-й танковой дивизией в Польской кампании, в 1940 году назначен командующим XXXIX моторизованным корпусом, с которым участвовал в оккупации Франции и Нидерландов. С 1 июня 1940 года — генерал танковых войск.
- С началом вторжения в СССР командовал XXXIX мотокорпусом в составе 3-й танковой группы группы армий «Центр», прошел через Литву, Минск, Витебск и Смоленск, за успехи 10 июля 1941 получил Дубовые листья к Рыцарскому кресту Железного креста.
- С августа 1941 года его мотокорпус действовал в районе Ленинграда. Участвовал в захвате Тихвина. С 15 ноября 1941 года исполнял обязанности командующего 2-й армией вместо заболевшего М. фон Вейхса, с 26 декабря 1941 года одновременно назначен командующим 2-й танковой армией вместо отстраненного Г. Гудериана. 1 января 1942 года произведен в генерал-полковники.
- 10 апреля 1943 года отстранен от командования и отчислен в резерв фюрера[a] Арестован и отправлен на психиатрическую экспертизу, военным судом признан невменяемым. 30 сентября 1943 досрочно в возрасте 57 лет отправлен на пенсию.
- Жил в Веймаре. В 1947 году арестован советской администрацией. Содержался последовательно в бутырской, лефортовской и владимирской тюрьмах. В 1952 году по приговору трибунала за военные преступления на территории СССР осужден на 25 лет лагерей.
- В 1956 году передан властям ФРГ, которыми был освобождён от отбывания наказания.

## Награды
За Первую мировую войну
- Железный крест (1914) 2-го и 1-го класса (Королевство Пруссия)
- Орден Церингенского льва рыцарский крест 2-го класса с мечами и дубовыми листьями (Великое герцогство Баден)
- Орден Генриха Льва 4-го класса (Герцогство Брауншвейг)
- Крест «За военные заслуги» 3-го класса с воинским отличием (Австро-Венгрия)
- Орден «За военные заслуги» офицерский крест (Царство Болгария)
- Железный полумесяц (Османская империя)

За Вторую мировую войну
- Почётный крест Первой мировой войны 1914/1918 с мечами
- Медаль «За выслугу лет в вермахте» с 4-го по 1-й класс
- Пряжка к Железному кресту (1939) 2-го класса (22 сентября 1939)
- Пряжка к Железному кресту (1939) 1-го класса (2 октября 1939)
- Рыцарский крест Железного креста с дубовыми листьями
  - рыцарский крест  (3 июня 1940)
  - дубовые листья (№ 19) (10 июля 1941)

### Комментарии
1. ↑  1 апреля 1943 года гестапо арестовало брата Рудольфа Шмидта, — Ганса-Тило Шмидта, который с начала 1930-х годов поставлял информацию французской разведке, в частности, о немецкой шифровальной машине «Энигма». В письмах Рудольфа брату было обнаружено множество резких оценок национал-социализма и лично Гитлера.